# دبليو. إس. جونستون
دبليو. إس. جونستون (بالإنجليزية: W. S. Johnston) هو سياسي أمريكي، ولد في 1 أكتوبر 1847 في جيلف في كندا، وتوفي في 24 نوفمبر 1931 في سانيسايد في الولايات المتحدة. حزبياً، نشط في الحزب الجمهوري. وقد انتخب عضو مجلس نواب واشنطن.